# Lac de Doberdò
Le lac de Doberdò (en italien lago di Doberdò, en slovène Doberdobsko jezero) est un lac italien, d'une superficie de 0,34 km2 situé, dans la province de Gorizia, dans la région autonome du Frioul-Vénétie Julienne, au nord-est du pays, non loin de la frontière slovène. Il est situé sur le bord le plus occidental du Carso (ou Karst), un haut plateau calcaire couvrant une partie de l'ex-Yougoslavie. Il est nommé d'après le village de Doberdò (slovène Doberdob).